# Trumpetarmanukod
Trumpetarmanukod (Phonygammus keraudrenii) är en fågel i familjen paradisfåglar inom ordningen tättingar.

## Utseende och läte
Trumpetarmanukoden är en stor och svart tätting med rött öga, lång rundad stjärt och små spretiga plymer från nacken. Av andra helsvarta fåglar har glitterdrongo kluven stjärt, metallstaren spetsig stjärt och är mycket mindre, medan australisk koel är större med ljus näbb.

## Utbredning och systematik
Trumpetarmanukoden förs som ensam art till släktet Phonygammus. Den förekommer på Nya Guinea med kringliggande öar samt i nordöstligaste Australien. Fågeln delas upp i nio underarter med följande utbredning:
- Phonygammus keraudrenii keraudrenii – Vogelkophalvön, Oninhalvön och Weylandbergen på västra Nya Guinea
- Phonygammus keraudrenii aruensis – Aruöarna
- Phonygammus keraudrenii jamesii – Aruöarna samt södra Nya Guinea (från Mikikafloden österut till Port Moresby)
- Phonygammus keraudrenii neumanni – norra förkastningen i Nya Guineas centrala bergskedja
- Phonygammus keraudrenii adelberti – Adelbertbergen i norra Papua Nya Guinea
- Phonygammus keraudrenii diamondi – Eastern Highlands södra avrinningsområde
- Phonygammus keraudrenii purpureoviolaceus – höglänta områden i sydöstra Papua Nya Guinea
- Phonygammus keraudrenii hunsteini – D'Entrecasteaux-öarna
- Phonygammus keraudrenii gouldii – norra Queensland (södra öarna i Torres sund och norra Kap Yorkhalvön)

Underarten adelberti inkluderas ofta i neumanni och diamondi samt aruensis i jamesii.

## Levnadssätt
Trumpetarmanukoden hittas i trädkronor i regnskog. Där ses den ofta sitta synligt.

## Status och hot
Arten har ett stort utbredningsområde, men tros minska i antal, dock inte tillräckligt kraftigt för att den ska betraktas som hotad. Internationella naturvårdsunionen IUCN listar arten som livskraftig (LC).

## Namn
Fågelns vetenskapliga artnamn hedrar Pierre François Keraudren (1769-1858), fransk vetenskapsmän och läkare verksam i franska flottan.